# Pfarrkirche Übelbach

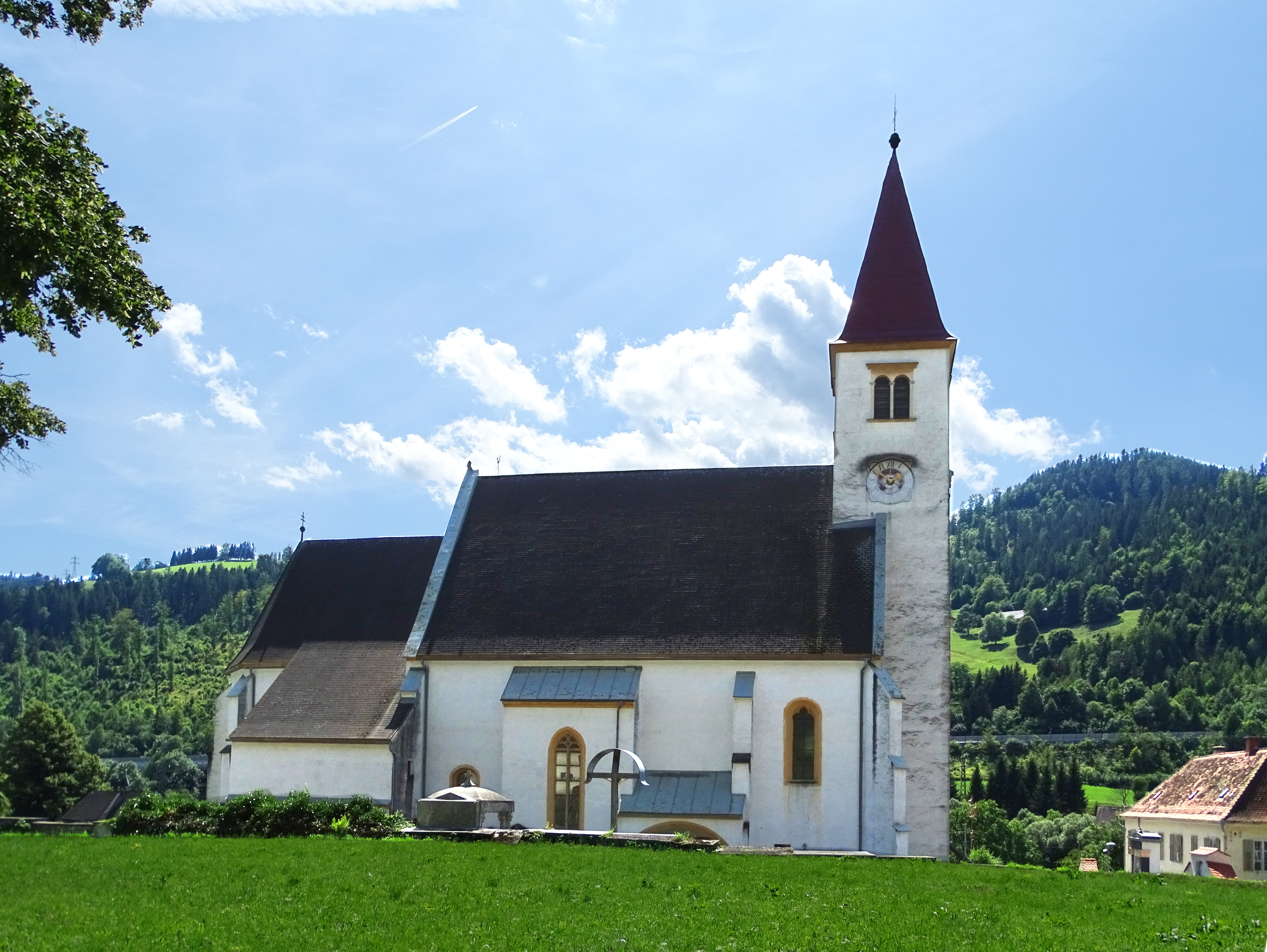
Die Pfarrkirche Übelbach von Norden gesehen, August 2019

Die Pfarrkirche Übelbach ist die römisch-katholische Pfarrkirche der in der Marktgemeinde Übelbach in der Weststeiermark gelegenen Pfarre Übelbach. Die dem Heiligen Laurentius gewidmete Kirche gehört zum Seelsorgeraum GU-Nord (Bezirk Graz-Umgebung-Nord) in der Region Steiermark Mitte der Diözese Graz-Seckau.
Die Ursprünge der Kirche dürften bis in das 11. Jahrhundert zurückreichen, als sie als Filiale der Mutterpfarre Gratwein errichtet wurde. Erstmals urkundlich erwähnt wurde sie allerdings erst im Jahr 1355. Ab 1607 war die Kirche dem Stift Rein unterstellt. Vermutlich zu Beginn des 16. Jahrhunderts zerstörte entweder ein Brand das Bauwerk oder die Zerstörung geschah durch Vermurungen. In den zwanziger Jahren des 16. Jahrhunderts wurde die bisherige Kirche durch einen Neubau, unter Einbeziehung von Resten des Vorgängerbaues, ersetzt. Nur die Fundamente und Teile der unteren Geschoße des Kirchturms stammen von der alten Kirche. Im 18. Jahrhundert wurden große Teile der Inneneinrichtung erneuert, wobei hier die Reiner Äbte, aber auch lokale Hammergewerken als Stifter auftraten. Im Jahr 1959 kam es durch Blitzschlag zu einem Brand der Orgel, was im darauffolgenden Jahr zu Restaurierungsarbeiten führte, denen weitere Instandhaltungsarbeiten in den nachfolgenden Jahrzehnten folgten. Seit 1989 stellt die Diözese Graz-Seckau die Pfarrer in Übelbach.
Die Pfarrkirche von Übelbach ist eine spätgotische Wandpfeilerkirche. Sie hat einen im Westen in das Langhaus eingestellten Kirchturm mit Zeltdach. Rund um die Kirche befindet sich der Friedhof der Pfarre und zahlreiche der Grabsteine sind in die Kirchenmauer eingelassen. Ein Großteil der Kirchenausstattung, so etwa die Altäre und die Kanzel, stammen aus dem 18. und der ersten Hälfte des 19. Jahrhunderts. Viele der Heiligenfiguren entstammen der Werkstatt Jakob Peyers. Zu den ältesten Objekten in der Kirche zählt die zwischen 1430 und 1440 geschaffene Marienfigur mit Kind, die auch als Übelbacher Madonna bekannt ist. Das gesamte Bauwerk steht zusammen mit dem Friedhof und dessen Ummauerung unter Denkmalschutz (Listeneintrag).

## Lage
Die Kirche steht im als Vormarkt bezeichneten Teil im Osten der Ortschaft Markt-Übelbach des Hauptorts der Gemeinde Übelbach, auf einer Seehöhe von rund 570 Metern, am nördlichen Ufer des Übelbachs und am westlichen Ufer des Köppelbachs. Rund 80 Meter nördlich der Kirche verläuft die L385, die Übelbach- oder Gleinalmstraße. Die von der L385 abzweigende Kirchengasse führt im Westen an der Kirche vorbei. Südlich der Kirche liegt die Haltestelle Übelbach Vormarkt der Lokalbahn Peggau–Übelbach, deren Bahnstrecke ebenfalls südlich an der Kirche vorbei verläuft. Nordöstlich der Kirche befindet sich der Pfarrhof, der seine Adresse Gleinalmstraße 104 mit der Pfarrkirche teilt. Die Kirche ist vom Friedhof der Pfarre umgeben.

## Geschichte

### Ursprünge und erster Kirchenbau
Das obere Übelbachtal und damit auch die Gegend um den heutigen Ort Übelbach waren spätestens ab der Völkerwanderungszeit besiedelt. Im Mittelalter, angenommen seit der Zeit um 1000, verlief durch das Gebiet ein wichtiger Handelsweg, auf dem Wein und Salz transportiert wurden. Er führte von der Unter- und der Südsteiermark durch das Übelbachtal, weiter über den Gleinalmsattel in das obere Murtal und nach Judenburg. Über diesen Handelsweg könnten Missionare der Urpfarre Kobenz und der Abtei Seckau in das Übelbachtal gelangt sein, um die dort ansässige slawische Bevölkerung zu christianisieren. Wann die erste Kirche im Übelbachtal gebaut wurde, ist nicht bekannt. Das Patrozinium des Heiligen Laurentius, dessen Beliebtheit nach dem Sieg in der Schlacht auf dem Lechfeld am Festtag des Heiligen im Jahr 955 stark zunahm, spricht aber für eine Kirchengründung im 11. Jahrhundert.
Der Ort Übelbach wurde um 1230 erstmals in einem Urbar (Besitz- und Abgabenverzeichnis) der Babenberger, als „villa ubilpach“ urkundlich erwähnt. Eine Kirche erwähnt dieses Urbar nicht, aber es ist anzunehmen, dass die bäuerliche Siedlung schon längere Zeit bestand und um eine Kirche herum errichtet worden war. Erst das in der Zeit um 1280 und 1295 verfasste Urbar Herzog Albrechts I. nennt erstmals einen „ecclesiasticus“, also einen Kleriker, sowie einen „plebanus“ (Leutpriester) in Übelbach. Die Pfarre Übelbach und damit auch die Kirche waren damals der Mutterpfarre Gratwein unterstellt.
Niklas von Übelbach, der 1328 eine Urkunde siegelte, war der erste namentlich genannte Pfarrer von Übelbach. Die Kirche selbst wird in einer 1355 ausgestellten Urkunde Gebharts oder Gebhards von Waldstein erwähnt. Diese Kirche, über die nur wenig bekannt ist, war der Vorgängerbau des heutigen Gotteshauses. Teile des Mauerwerks haben sich im Fundament und in den unteren Geschoßen des Kirchturms erhalten. Aus Putzresten am Turm, die vom Dachboden des Langhauses aus zu sehen sind, lässt sich schließen, dass die alte Kirche niedriger als die neuzeitliche war. Die Herrschaft Waldstein hatte die Vogteirechte über die Kirche inne.
Als 1607 das Stift Rein durch einen Tausch in den Besitz der Mutterpfarre Gratwein gelangte, wurde auch die Kirche in Übelbach dem Stift inkorporiert.

### Neubau der Kirche und die Zeit danach
Der alte, möglicherweise aus Holz errichtete Kirchenbau wurde einer überlieferten Sage nach zu Beginn des 16. Jahrhunderts entweder durch einen Brand infolge eines Blitzschlages oder durch Vermurungen zerstört. Er wurde um 1527/29 durch einen spätgotischen Neubau ersetzt. Auf diese Bauzeit ließen zwei dokumentierte, aber nicht mehr erhaltene Inschriften an der südlichen Seitenkapelle und an der Innenwand des Chores schließen. Die Fundamente und unteren Geschoße des alten Kirchturmes wurden dabei anscheinend in den Neubau einbezogen. Den Neubau finanzierten wahrscheinlich Christof von Windisch-Graetz, der damalige Vogt von Übelbach und Besitzer der Herrschaft Waldstein, sowie der landesfürstliche Markt Übelbach selbst.
In einem Visitationsprotokoll vom 26. Oktober 1618 werden neben dem Hochaltar zwei weitere Altäre erwähnt, die später ersetzt wurden.
Das Stift Rein entsandte ab 1630 Geistliche für die Seelsorge nach Übelbach. Es wird angenommen, dass die Reiner Äbte Placidus Mally und Marian Pittreich den zwischen 1735 und 1740 aufgestellten Barbaraaltar in der südlichen Seitenkapelle stifteten.
Gegen Ende des 18. Jahrhunderts traten die Übelbacher Hammergewerken Balthasar Schröckenfuchs und Bernhard Großauer als Besitzer eines Eisenhammers sowie dessen Kinder als Stifter der Kirche in Erscheinung. Durch ihre Spenden wurde laut der Pfarrchronik einiges an Kircheninventar neu angeschafft, sie erwähnt aber nicht, welches Inventar es war. So könnten etwa die beiden Seitenaltäre im Langhaus von ihnen gestiftet worden sein. Gesichert ist, dass der 1799 verstorbene Bernhard Großauer und vermutlich auch dessen Sohn Michael den Hochaltar stifteten.
Im Jahr 1872 gab es Renovierungsmaßnahmen an der Kirche. 1959 kam es durch einen Blitzschlag zu einem Brand in der Kirche. Durch das Feuer wurde die aus dem Jahr 1774 stammende Orgel zerstört und Teile der Ausstattung, wie etwa der Marienaltar und die Madonnenfigur, mussten 1960 restauriert werden. Dieser Restaurierung folgten 1972 eine Instandhaltung des Turmes und 1981 eine Renovierung der Außenseite.

## Architektur

Grundriss der Kirche

Die spätgotische einschiffige Wandpfeilerkirche ist der größte Kirchenbau des Übelbachtales. Sie hat eine an den Chor im Nordosten angebaute Sakristei und ist nach Südosten ausgerichtet. Im Nordosten und Südwesten sind zwei sich gegenüberliegende Seitenkapellen an das Langhaus angebaut. Vorlage für diese Gestaltung könnte die alte und später abgerissene romanische Stiftskirche von Rein gewesen sein.

### Außenbeschreibung
Die Außenwände der Kirche sind einfach gehalten, glatt verputzt und werden durch Fenster und Türen mit gemalten Rahmen gegliedert. Das Kirchenschiff sowie der Chor weisen dreifach abgetreppte Strebepfeiler auf, davon auf jeder Seite des Kirchenschiffes jeweils fünf und am Chor sechs. Jeweils zwei Strebepfeiler des Langhauses sind nicht als solche erkennbar, da sie zu Seitenwänden der angebauten Seitenkapellen umfunktioniert wurden. An der nordöstlichen Außenwand des Kirchenschiffes befindet sich zwischen einem Strebepfeiler und der Seitenkapelle ein auf Seitenteilen mit Kragsteinen ruhendes Vordach mit flachem Bogen, welches das Nordportal überspannt. Das Kirchenschiff hat ein Satteldach, das wie das Walmdach des Chors mit Ziegeln gedeckt ist. Das Dach des Chors überragt als Schleppdach die angebaute Sakristei. Die niedriger angesetzten Dachflächen der beiden Seitenkapellen, des überdachten Zugangs zur Sakristei, das Dach über dem Nordportal und einer überdachten Grabfläche im Nordwesten sind mit Blech gedeckte Pultdächer. Am Dachgrat über dem Übergang vom Langhaus zum Chor stehen ein Wetterhahn sowie ein steinernes Kreuz. Auf dem Dachgrat des Chors steht ein zweibalkiges Kreuz auf einer Kugel. Durch je ein Portal an der Nord- und der Südseite des Langhauses gelangt man in das Kircheninnere. Das steinerne Südportal ist ein Rundbogenportal. Seine Gewände sind mit Halb- und Dreiviertelrundstäben verziert, die aus mit Gitter- und Spiralmustern geschmückten Zylindern hervorgehen. Den Scheitel des Rundbogens ziert ein Wappenstein mit einem gekreuzten Gezähe in der Mitte sowie den beiden Buchstaben „V“ und „S“. An diesem Portal sind zwei Steinmetzzeichen erkennbar, die einem Hakenkreuz ähneln. Das ebenfalls rundbogige Nordportal wird von einem rechteckigen Feld gefasst. Der Rundbogen des Portals ist etwas gedrückt und ihm wurden vier Kielbögen aufgesetzt. Die Fassung des Portals ist mit überkreuzten Rippen und Rundstäben versehen. Zu beiden Seiten des Portals sind zwei steinerne Weihwasserbecken angebracht. An den beiden Seitenteilen des Vordaches stehen zwei kunstvoll gearbeitete schmiedeeiserne Grabkreuze der Hammergewerken Schröckenfuchs aus den Jahren 1776 und 1809. Der Kunsthistoriker Rupert Feuchtmüller sah in den Südportalen der Pfarrkirche Leoben-Göss und der Pfarrkirche Aflenz Vorbilder für die Gestaltung des Übelbacher Nordportals.
Durch insgesamt sieben einfache, lanzettförmige und großteils zweibahnige Maßwerkfenster gelangt Licht in das Langhaus. Die Maßwerkverzierung der Fenster ist als Kreis, als Gerade oder als Dreipass ausgeführt. Von den sieben Fenstern befinden sich vier an der Südseite und drei an der Nordseite des Langhauses, wobei die Fensteröffnung am südlichen Teil des zweiten Jochs wahrscheinlich erst nachträglich aufgebrochen wurde. Ein viertes Langhausfenster an der Nordseite wurde zugemauert, im Kircheninneren ist neben dem Marienaltar noch die Laibung zu sehen. Je eines der Langhausfenster befindet sich in einer der beiden Seitenkapellen. Eine Sonnenuhr an der Außenmauer der südlichen Seitenkapelle links neben dem Fenster wurde von Toni Fötsch gemalt. Der Chor hat insgesamt sechs lanzettförmige Fensteröffnungen, die bis auf eine mit zweibahnigem Maßwerk ausgeführt sind. Das Maßwerk ist als Kreis, Halbkreis, Dreipass oder als verkehrter Kielbogen ausgeführt. Das östlichste, direkt hinter dem Hochaltar gelegene Chorfenster wurde zugemauert, es lassen sich noch die Laibungen und das Maßwerk an der Außenmauer erkennen. Die figürlichen Fensterscheiben im Chorschluss stammen aus dem Jahr 1860. In den Boden vor der südlichen Außenwand des Chors ist der Zugang zu dem unter dem Chor gelegenen Beinhaus eingelassen. An die nördliche Mauer des Chors ist die Sakristei mit darüber liegendem Oratorium angebaut. Ost- und Westseite der Sakristei haben je zwei vergitterte Fenster mit steinernen Zargen. Bis auf ein rundbogiges in der östlichen Wand des Erdgeschoßes sind alle Fenster rechteckig. An der Ostseite führt eine Tür in die Sakristei.
Der Kirchturm im Nordwesten des Gotteshauses ist halb in die Westfassade eingestellt. Der wie auch das Kirchenschiff einfach gehaltene und glatt verputzte Turm hat ein mit Blech gedecktes Zeltdach. Das Dach endet in einer Turmkugel mit einem aufgesetzten Kreuz. Durch ein Spitzbogenportal an der Westseite des Turmes gelangt man in die Turmhalle. Über dem Portal bietet ein mit Blech gedecktes Pultdach Schutz vor der Witterung. Licht gelangt durch eine einzelne längliche Öffnung an der westlichen Fassade in den Turm. An der West- und der Nordseite ist ein von Toni Fötsch gemaltes Ziffernblatt der Turmuhr angebracht. Auf gleicher Höhe befindet sich an der Südseite eine rechteckige Öffnung. Über den Ziffernblättern im obersten Geschoß hat der Turm auf allen vier Seiten gekuppelte Schallfenster. Das Fundament und die unteren Geschoße des Turmes scheinen vom Vorgängerbau der Kirche in den Turmbau einbezogen zu sein. An der Südseite des Turmes ist knapp über dem Boden ein Römerstein eingemauert.
Die Kirche umgibt ein Friedhof mit Einfriedungsmauer. In die Außenmauer der Kirche sind zahlreiche Grabsteine eingelassen. Das hölzerne Kreuz auf dem Friedhof wurde gegen Ende des 18. Jahrhunderts aufgestellt. Die Darstellung der Mater Dolorosa stammt aus der ersten Hälfte des 18. Jahrhunderts. In der Literatur wird die „Familiengruft der Hammergewerkenfamilie Pachernegg“ erwähnt. Sie hatte ein 1865 gefertigtes Schmiedeeisengitter und am Giebel das Familienwappen mit sieben Sternen. Wegen Baufälligkeit wurde die Gruft nach 1978 abgetragen. Der auf Schloss Waldstein ansässige Zweig der Familie Liechtenstein übernahm den Standort und ließ dort ihre eigene Familiengruft errichten. Einer der erhaltenen Grabsteine der Familie Pachernegg wurde an der östlichen Friedhofsmauer aufgestellt.

### Innenraum
Das breite einschiffige und vierjochige Langhaus wird von einer 11 Meter breiten Spitztonne mit Netzrippen überspannt, die breite Rautenfelder bilden. Die Spitztonne ruht auf den etwa 1,1 Meter von der Außenseite nach innen gezogenen und Nischen bildenden Strebepfeilern mit ihren Halbrunddiensten. Diese haben keine Kapitellzonen und spalten sich beim Gewölbeansatz fächerartig in Rippen auf. Die Schlusssteine des Gewölbes sind als Wappensteine ausgeführt, die ursprünglich farbig bemalt gewesen sein könnten. Auf beiden Seiten des dritten Jochs von Westen aus sind die beiden etwas niedrigeren Seitenkapellen angebaut. Für sie wurde die Außenwand des Langhauses bis an die Stirnseite der Strebepfeiler versetzt. Das dritte Joch hat ein sogenanntes Heiliggeistloch. Durch je eine spitzbogige Wandöffnung gelangt man in die Seitenkapellen. Beide haben ein Sterngewölbe mit überkreuzten Rippenendungen. Die südliche Kapelle war mit einer dokumentierten, aber nicht mehr vorhandenen Inschrift auf das Jahr 1527 datiert. Die barocke dreiachsige Empore mit geschwungener Brüstung im westlichen Teil des Langhauses ist durch zwei Stiegenaufgänge nördlich und südlich des Turmportals zugänglich. Eine größere Nische unter dem südlichen Aufgang wird als Lagerplatz genutzt. Die gemauerte Empore ruht auf einem von vier Pfeilern getragenen Kreuzgratgewölbe mit Stichkappentonnen. Ihre beiden Seitenachsen sind um ein weiteres Joch vorgezogen. Die Rippen des Kreuzgratgewölbes in den beiden Seitenachsen sowie die rundbogigen Öffnungen in den Pfeilern auf Höhe der Empore stammen noch von der ursprünglichen gotischen Empore. Die längsrechteckige Turmhalle des im Westen an das Langhaus angebauten Turmes hat ein Spitztonnengewölbe. Ein spätgotisches Rundbogenportal mit gedrehtem Stab und schmiedeeisernem Gitter aus der Mitte des 19. Jahrhunderts führt unterhalb der Empore in das Langhaus. Durch ein Rundbogenportal auf der Empore hinter der Orgel gelangt man in die oberen Geschoße des Turmes.
Ein breiter und gekehlter Fronbogen trennt den schmäleren und niedrigeren zweijochigen Chor mit Fünfachtelschluss vom Langhaus. Ihm gegenüber ist der Chor um zwei Stufen erhöht und etwa 8,25 Meter breit. Anders als im Langhaus sind die Strebepfeiler im Chor nicht nach innen gezogen, sodass die Wände glatt sind. Er hat ein aus dem Jahr 1529 stammendes Netzrippen- und Rautengewölbe, das auf Schildkonsolen sitzt. Ein steinernes Schulterbogenportal mit beschlagener Eisentür an der nördlichen Chorwand führt in die Sakristei. Durch zwei segmentbogenförmige Wandöffnungen über der Tür bietet sich ein Blick vom Oratorium in den Chor. Beide Öffnungen sind mit Schmiedeeisengittern aus dem 17. Jahrhundert verschlossen. Sowohl die Sakristei als auch das Oratorium darüber sind zweijochig und werden von Kreuzgratgewölben überspannt. Unterhalb des Chores befindet sich das Beinhaus, ein etwa 7,35 Meter breiter Raum, der nur von außen zugänglich ist. Er hat dieselbe Form mit Fünfachtelschluss wie der darüber liegende Chor. Den Raum unterteilen Rundpfeiler in drei kreuzgratgewölbte Schiffe. Das mittlere Schiff ist in westliche Richtung um rund 5 Meter länger als die beiden Seitenschiffe. Die Verlängerung des Mittelschiffs überspannt eine Rundtonne. Der Raum wurde als Knochenkammer genutzt, wo die bei der Aushebung neuer Gräber freigelegten Knochen beigesetzt wurden.
Die Wände des Kircheninneren sind weiß getüncht, während die Gewölberippen, die Halbrunddienste, die Fensterlaibungen und die Portale steinfärbig sind mit teilweise weißen Fugenstrichen. In den ähnlichen Rippenanläufen und den Rautenfeldern des Deckengewölbes sah der Kunsthistoriker Rupert Feuchtmüller eine Verbindung zu den Gewölben der Pfarrkirche Leoben-Göss, des Gurker Doms sowie der Basilika Seckau. Er vermutete, dass Teile der Deckengestaltung dieser Kirchen von der ehemaligen Kirche des Stiftes Eberndorf, die von einem Meister der Steyrer Hütte errichtet wurde, übernommen wurden.

## Ausstattung

### Chor
Der 1799/1800 gefertigte klassizistische Hochaltar von Jakob Peyer steht unmittelbar am Chorschluss. Der Altaraufbau wurde 1801 von dem Übelbacher Kunsttischler Matthias Ponholzer errichtet und 1805 vom Vergolder Franz Moser gefasst. Der profilierte und bauchig nach außen schwingende Sockelbereich des Altars ist braun marmoriert mit einer einfachen schwarzen Basis. Beide Seitenachsen des Altaraufbaus haben je zwei freistehende Säulen. Das hochrechteckige und oben halbkreisförmig abschließende Altarblatt ist älter als der Hochaltar und wurde 1680 von Hans Adam Weissenkircher mit Öl auf Leinwand gemalt. Es zeigt das Martyrium des heiligen Laurentius, der auf einem glühenden Eisenrost hingerichtet wurde. Über dem Altarblatt verweist eine Kartusche mit einem Chronogramm auf das Jahr 1805. Die Statuen auf dem Hochaltar wurden 1800 von Jakob Peyer gefertigt. Das Altarblatt flankieren zwei Engelsfiguren an den Säulen. Am Hochaltar steht links der Heilige Johannes der Täufer und auf der rechten Seite Josef von Nazaret. In der Mitte des ebenfalls von zwei Engelsfiguren flankierten Altaraufsatzes reicht in einem Strahlenkranz ein Engel Gottvater den Reichsapfel. Darüber schwebt der Heilige Geist in Gestalt einer Taube.
Vor dem Hochaltar steht das dreiachsige Tabernakel mit Szenen von Mose und Jesus als Reliefs. Es stammt aus der Mitte des 18. Jahrhunderts und steht auf einer anscheinend älteren Mensa aus Stein und Ziegelmauerwerk, an der Vorderseite und den beiden Seiten mit Holz ummantelt. An der Vorderseite der Ummantelung befindet sich in einem Feld vor einem Strahlenkranz ein getatztes griechisches Kreuz. Die drei nach vorn gewölbten Achsen des Tabernakels sind durch vier Lisenen mit ungewöhnlichen Engelsfiguren davor voneinander getrennt. Sie haben ihre Flügel nicht auf dem Rücken, sondern sie ersetzen die Arme; ihre Köpfe neigen sie zur Mittelachse. Die beiden äußeren Achsen enden in zwei Voluten mit je einer knienden Engelsfigur. Diese Engel dürften später angebracht und von Jakob Peyer gefertigt worden sein. Alle drei Achsen werden durch ein Gesims in einen oberen und einen niedrigeren unteren Teil getrennt. Auf beiden Seiten der Mittelachse ist ein kleiner Engel am Gesims angebracht. Den oberen Abschluss des Tabernakels bildet ein verkröpftes Gesims, das mit Engelsköpfen, Wolken, Voluten, Vasen und Blattwerk verziert ist. Über dem Gesims der Mittelachse kann wechselnd der Heilige Geist als Taube, ein Lamm oder der Auferstandene aufgestellt werden. Pro Achse sind je zwei vergoldete Reliefplatten übereinander angebracht, von denen die obere rechteckig und die untere annähernd quadratisch ist. Auf der oberen kniet Mose vor dem brennenden Dornbusch, während die untere Jesus mit den Emmausjüngern zeigt. Das untere Relief trägt zudem Teile des Messtextes. Die Reliefs der linken Achse zeigen oben Mose am Berg Sinai und unten die Übergabe der Himmelschlüssel an Petrus. An der rechten Achse ist oben ein Relief mit der ehernen Schlange und unten die Wundersame Brotvermehrung dargestellt.
Die schmiedeeiserne Kommunionbank vor dem Altar wurde 1842 angefertigt und trägt die Initialen der Hammergewerkenfamilie Zeilinger, die als Stifter anzunehmen ist. Das barocke Chorgestühl an der Nord- und Südwand des Chors stammt aus dem 18. Jahrhundert, wobei das südliche die Jahreszahl 1756 trägt. Den Volksaltar und den Ambo gestaltete Gustav Troger im Jahr 1996. Beide Werke wurden aus gebürsteten Metallplatten gefertigt. Zwischen die Metallplatten des Volksaltars sind Schichten von Kleidungsstücken eingelegt. An der nördlichen und südlichen Chorwand hängen insgesamt 7 der 14 Kreuzwegbilder der Kirche. Die mit figürlichen Darstellungen der vier Evangelisten sowie der als lateinische Kirchenväter bezeichneten Heiligen Ambrosius, Augustinus, Gregor der Große und Hieronymus gestalteten Scheiben der beiden Fenster im Chorschluss stammen aus dem Jahr 1860. Die Scheiben der Chorfenster der südlichen Mauer sind mit Farbornamenten verziert.
Die Kanzel am nördlichen Teil des Fronbogens am Übergang vom Chor zum Langhaus schuf 1792 Jakob Peyer. Auf dem Schalldeckel sind die Zehn-Gebote-Tafeln, das Auge der Vorsehung und ein Vers aus dem Evangelium nach Markus in lateinischer Sprache dargestellt. Zur Kanzel gelangt man über die Sakristei. Am südlichen Teil des Fronbogens hängt ein spätbarockes, vergoldetes Kruzifix vom Ende des 18. Jahrhunderts.

### Langhaus
Die beiden Seitenaltäre stammen aus dem Ende des 18. Jahrhunderts. Der als Marienaltar bekannte linke Seitenaltar steht im östlichsten Joch des Langhauses, am nördlichen Ende des Fronbogens. Die Mensa aus Holz ist stark profiliert und trägt den in Dunkel- und Hellgrau sowie in Silber und Gold gefassten Altaraufbau. Die beiden Seitenachsen des Aufbaues treten etwas vor und sind als über Eck gestellte Pfeiler ausgeführt. Die als Akanthusblätter, Rocaille, Blattwerk sowie Rollwerk ausgeführten Schnitzornamente sind vergoldet. Die Figuren am Altar werden Jakob Peyer zugeschrieben. Im Sockelbereich des Altares befindet sich ein von Voluten mit knienden Engelsfiguren gerahmtes Tabernakel. Auf der Tür des Tabernakels sind in einem Strahlenkranz ein Kelch und eine Hostie dargestellt. Statt eines Altarbildes trägt der Marienaltar unter einem Baldachin eine figürliche Pietà. Als Seitenfiguren stehen links der Pietà und des Tabernakels der Evangelist Johannes und rechts Maria Magdalena. Der Baldachin über der Pietà wird von einer Darstellung des Schweißtuchs der Veronika, das von zwei Engel gehalten wird, gekrönt. Auf beiden Seiten des Baldachins stehen zwei Engel mit einer Lanze und mit einem an einem Stab angebrachten Essigschwamm. Ein fliegender Engel über dem Baldachin hält die Dornenkrone in den Händen.
Der rechte Seitenaltar, der sogenannte Weihnachtsaltar, ist ähnlich gestaltet wie der Marienaltar und steht am südlichen Ende des Fronbogens. Seine hölzerne Mensa ist ebenfalls stark profiliert und trägt den grauschwarz marmorierten Altaraufbau, der wie der Marienaltar mit vergoldeten Schnitzornamenten geschmückt ist. Das 1792 von Anton Jantl gemalte und von zwei figürlichen Engelsfiguren flankierte Altarblatt zeigt die Anbetung der Hirten im Stall zu Bethlehem. Das ebenfalls Jantl zugeschriebene Oberbild zeigt die Heiligen Drei Könige mit ihrem Gefolge. Es wird ebenso wie das Altarblatt von zwei Engelsfiguren gerahmt. Unter dem Oberbild ist ein schwebender Engel angebracht; er hält ein Spruchband mit der Inschrift „Ich bin die unbefleckte Empfängnis“ in den Händen. Alle Engelsfiguren stammen wahrscheinlich von Jakob Peyer und befanden sich ursprünglich am Hochaltar. Auf der Mensa vor dem Altaraufbau steht eine Marienfigur.
An der nördlichen und der südlichen Langhauswand, jeweils neben einem der Seitenaltäre, hängt ein Kreuzwegbild. An der Wand neben dem Weihnachtsaltar hängt außerdem je ein Bild mit einer Darstellung des Herzens Jesu und des Unbefleckten Herzens Mariens. Die Beichtstühle wurden im zweiten Viertel des 19. Jahrhunderts aufgestellt und zum Teil nachträglich verändert. Sie stehen nicht mehr im eigentlichen Langhaus, sondern wurden auf die Orgelempore verbracht. Vor dem Marienaltar und vor dem Fronbogen sind zwei Grabsteine mit teilweise lesbarer Inschrift in den Fußboden eingelassen. Die Bleiglasfenster auf beiden Längsseiten des Langhauses sowie auf Höhe der Empore sind mit Farbornamenten verziert.

### Übelbacher Madonna

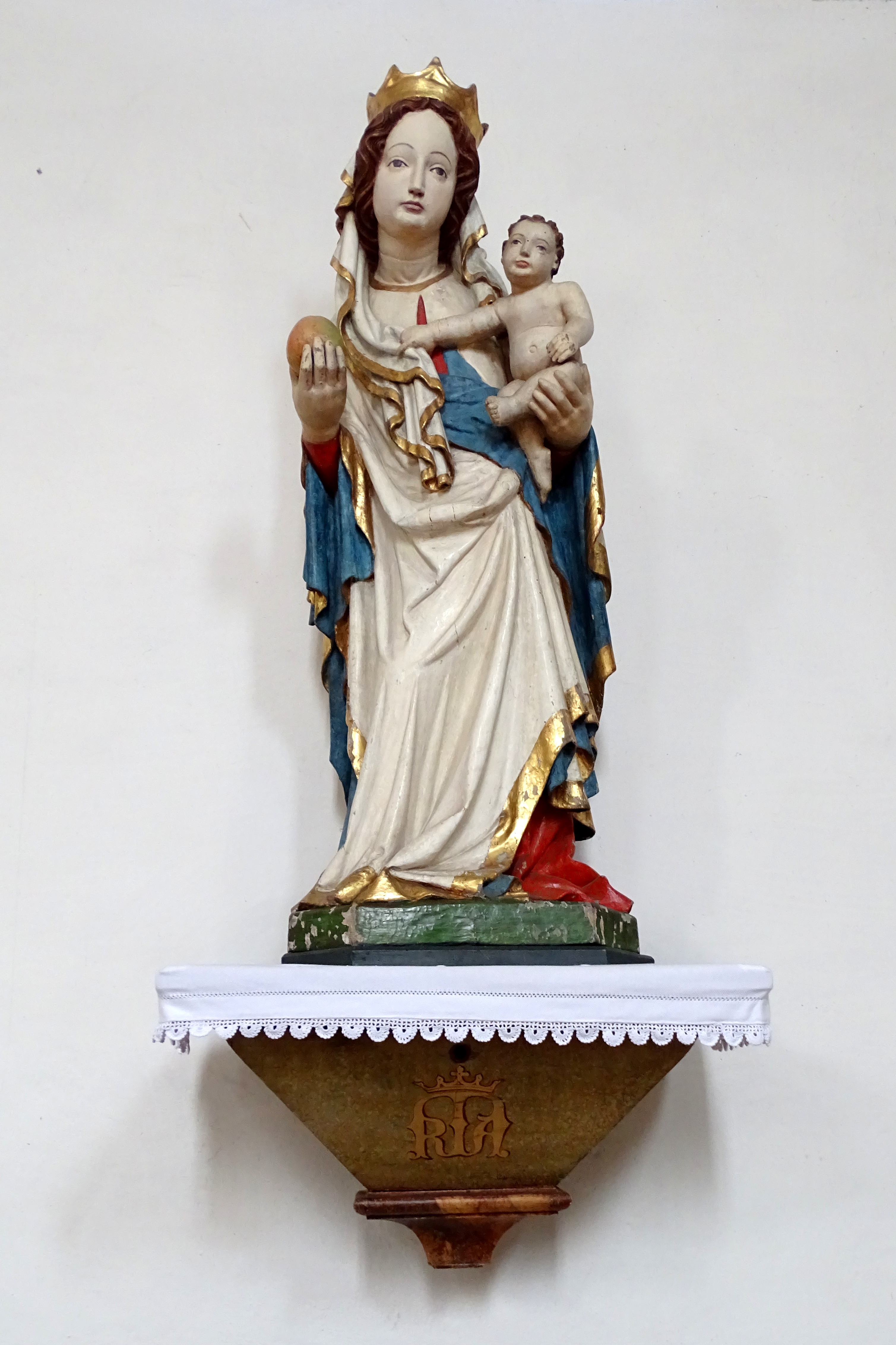
Die Übelbacher Madonna

An der Nordwand des Langhauses, im östlichsten Joch neben dem Marienaltar, steht eine als Übelbacher Madonna bekannte gotische Holzstatue der Maria mit Kind. Diese Figur stellt eine späte Vertreterin der Schönen Madonnen dar. Sie wurde um 1430 bis 1440 von einem mit dem Notnamen Meister der Übelbacher Madonna bekannten Schnitzer gefertigt. Die 114 Zentimeter hohe Figur ist an den drei sichtbaren Seiten abgerundet und modelliert, während die der Mauer zugewandte Rückseite ausgehöhlt ist. Sie steht auf einer grünen Plinthe, mit der sie fest verbunden ist. Die Figur ist bis zu 28 Zentimeter tief und misst an ihrer breitesten Stelle 39 Zentimeter. Das Gesicht der Madonna ist jugendhaft und lieblich gehalten, mit schmalem Mund, mandelförmigen Augen und hochgezogenen schmalen Augenbrauen. Ihr braunes Haar trägt sie offen, sodass es ihr über die Schultern fällt. Es wird von einem weißen Schleier mit goldener Borte bedeckt, der vorn bis zur Hüfte reicht. Auf dem Kopf trägt Maria eine einfache goldene Krone. Ihre Arme sind abgewinkelt. In der rechten Hand hält sie einen Apfel und auf dem linken Arm trägt sie das Jesuskind. Sie drückt es mit ihrer Hand seitlich an die Brust. Das Jesuskind hat braune Locken und sitzt mit angewinkeltem linken Bein in der Hand der Mutter. Mit seiner rechten Hand greift es nach ihrem Schleier. Über einem roten Unterkleid trägt Maria einen weißen Mantel mit goldener Borte und blauem Futter.
Die Figur wurde in der zweiten Hälfte des 19. Jahrhunderts neu gefasst und 1960 restauriert. Das war nach dem Orgelbrand von 1959 nötig geworden, bei dem die Fassung beschädigt wurde. Bei der Restaurierung durch das Bundesdenkmalamt wurde nicht der ursprüngliche Zustand wiederhergestellt, sondern man orientierte sich an der Farbgebung einer sehr ähnlichen Madonna im Besitz des Landesmuseums Joanneum, die aus der Filialkirche Sankt Alexius in Sankt Katharein an der Laming stammte. Sie wurde früher unter anderem von dem Kunsthistoriker Karl Garzarolli-Thurnlackh demselben Meister wie die Übelbacher Madonna zugeschrieben. Jüngere Forschungen, etwa von Horst Schweigert, widersprechen dem. Die Fassung der Übelbacher Madonna vor der Restaurierung ist nur durch Schwarzweißfotos belegt.

### Seitenkapellen
Der um 1745 aufgestellte Altar an der östlichen Wand der nördlichen Seitenkapelle ist als Pestaltar bekannt. Er besteht aus einer steinernen, mit marmorierter Holzverkleidung ummantelten Mensa, auf welcher der eigentliche Altar mit Rundsäulen, einem Altarblatt, einem Oberbild sowie einer Nische im Sockelbereich aufgesetzt ist. Die Mensa scheint älter zu sein als der Altaraufbau und trägt die Inschrift FIR fecit 1745. Diese Inschrift verweist auf F. J. Reich, der in diesem Jahr den Altar gefasst hat. Diese Fassung wurde im Juli 1850 von dem Grazer Maler und Vergolder Andreas Wagner restauriert. Das 1745 von Johann Baptist Scheith gemalte Altarblatt zeigt die beiden als Pestheiliger angerufenen Sebastian und Rochus vor einer Erscheinung der auf einer Weltkugel sitzenden Maria Immaculata. Das ebenfalls von Scheith gemalte Oberbild im Altaraufsatz zeigt den Heiligen Florian in Rüstung auf einer Wolke ruhend. Alle Figuren des Pestaltars wurden wahrscheinlich von Matthias Leitner um 1745 geschaffen. Unterhalb des Altarblattes ist eine als Grotte gestaltete Nische; eine darin liegende Figur stellt die Heilige Rosalia dar. Auf der linken Seite wird das Altarblatt von einer Figur des Heiligen Johannes Nepomuk und auf der rechten Seite von einer Figur des Heiligen Leonhard flankiert. Auf beiden Seiten des Oberbildes sind je drei Engelsfiguren angebracht, die blaue Spruchbänder mit der Aufschrift „Von Anfang zu ewigen Zeiten“ und „Heilig Heilig Heilig“ tragen.
An der Wand gegenüber des Pestaltares hängt ein Pestvotivbild aus dem Jahr 1680. Es wurde aber wegen seines schlechten Zustandes im Jahr 1830 neu gemalt. Auf dem Bild sieht man die Heiligen Rosalia, Rochus und Sebastian sowie die Krönung Mariens. An der nördlichen Wand hängt ein Bild einer Pietà sowie eines der Kreuzwegbilder der Kirche. Das Fenster hat mit Farbornamenten gestaltete Scheiben.
Der zwischen 1735 und 1740 vermutlich von Johann Georg Stengg aufgestellte Altar an der östlichen Wand der südlichen Seitenkapelle ist als Barbaraaltar bekannt. Er ähnelt in seiner Gestaltung dem Pestaltar, hat aber keine Nische im Sockelbereich des Altaraufsatzes. Die steinerne Mensa des Barbarbaaltars scheint wie jene des Pestaltars älter als der Altaraufbau zu sein und ist mit einer marmorierten Holzverkleidung ummantelt. Die Fassung des Altares wurde im Juni 1850 ebenfalls von Andreas Wagner restauriert. Das von Franz Ignaz Flurer zur Aufstellung des Altars gemalte Altarblatt zeigt die auf einer Wolke sitzende und von Engeln umgebene Heilige Barbara. Über dem Altarblatt ist eine Wappenkartusche mit dem Wappen des Stifts Rein und dem Wappen des Reiner Abts Marian Pittreich angebracht. Das Oberbild zeigt die Heilige Cäcilia an einer Orgel spielend und von einer musizierenden Gruppe umgeben. Sie wird dabei von Jesus und Gottvater beobachtet. Dieses Bild wird teilweise Flurer zugeschrieben, hat aber starke Ähnlichkeiten mit den von Johann Baptist Scheith gemalten Bildern am Pestaltar und dürfte auch von ihm stammen. Die Figuren am Altar stammen wahrscheinlich wie jene am Pestaltar aus der Werkstatt von Matthias Leitner. Vor dem Altarblatt, im Sockelbereich des Altars, stehen zwei Trompeten spielende Engelsfiguren. Das Altarblatt selbst wird auf der linken Seite von einer Figur der Heiligen Katharina und auf der rechten Seite von einer Figur der Heiligen Margareta gerahmt. Mit den im Volksmund auch als „Heilige drei Madln“ bekannten Barbara, Katharina und Margareta sind drei der Virgines capitales auf dem Altar vorhanden. Auf jeder Seite des Oberbildes sind drei musizierende Engelsfiguren angebracht. Über dem Oberbild schwebt eine Heiliggeisttaube in einem Strahlenkranz.
Gegenüber dem Barbaraaltar steht in der südlichen Seitenkapelle der gotische Taufstein der Kirche. Dieser ist aus geflecktem Rotmarmor und in der Seitenansicht kelchförmig, während das bauchige Taufbecken achteckig ist. An der Seite des Taufbeckens ist die Jahreszahl 1454 eingemeißelt. Sein hölzerner Aufsatz stammt aus dem Barock. Über dem Taufbecken steht an der südlichen Kapellenwand eine barocke Figur, die den Heiligen Johannes den Täufer bei der Taufe Jesu darstellt. An den Wänden der Seitenkapelle hängen vier der Kreuzwegbilder der Kirche. Wie beim Fenster der gegenüberliegenden Seitenkapelle so sind auch hier die Fensterscheiben mit farblichen Ornamenten versehen.

## Orgel

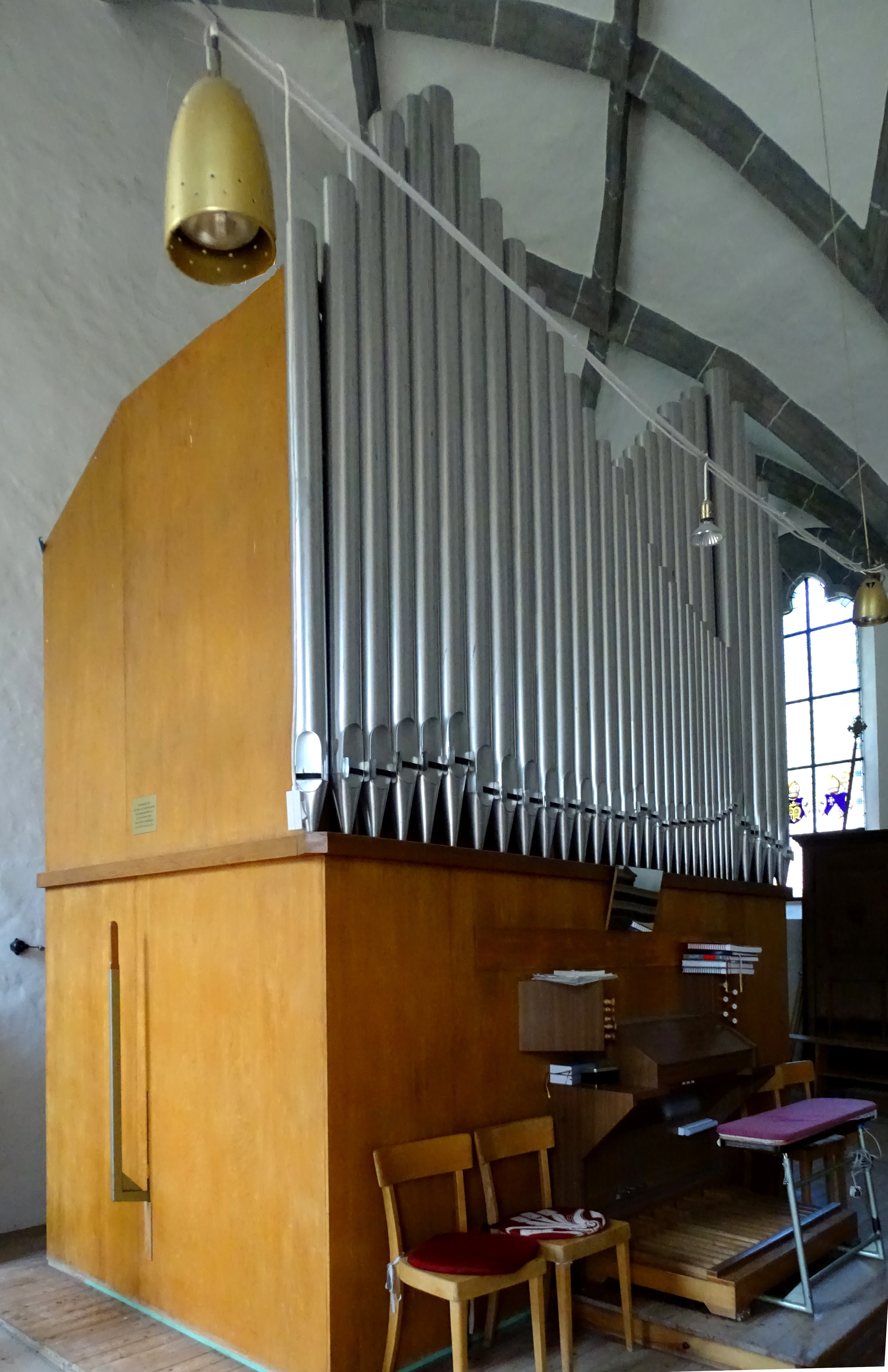
Die Hopferwieser-Orgel

Eine erste Orgel wurde 1714 von Andreas Schwarz aufgestellt. Sie wurde im September 1774 durch eine von Anton Römer gefertigte Orgel mit einem Manual und zehn Registern ersetzt. Die Römer-Orgel hatte einen dreiteiligen Prospekt mit einem erhöhten und abgerundeten Mittelteil, wodurch sie der ebenfalls von Römer geschaffenen Orgel der Stiftskirche von Rein ähnelte. Der Prospekt wurde seitlich um jeweils ein gemaltes Pfeifenfeld erweitert, wodurch die Orgel größer wirken sollte. 1801 wurde sie von Johann Kaspar Wiedemann repariert. Ein Blitzschlag beschädigte sie 1866, sodass Friedrich Werner 1872 oder 1875 das Werk wiederherstellte und um ein Register mit einer Physharmonika erweiterte. Die als ziemlich schadhaft bezeichnete Orgel wurde 1940 vom Grazer Orgelbauer Konrad Hopferwieser senior wieder instand gesetzt. 1959 zerstörte ein Feuer die Römer-Orgel vollständig, sodass sie ersetzt werden musste.
Die neue Orgel mit zwei Manualen, Pedal und elf Registern wurde 1964 von den Brüdern Hopferwieser, den Söhnen von Konrad Hopferwieser senior gebaut (Opus 155). Sie hat einen Freipfeifenprospekt und eine mechanische Traktur.
| I. Manual C– |             |       |
| 1.           | Principal   | 8′    |
| 2.           | Rohrflöte   | 8′    |
| 3.           | Prästant    | 4′    |
| 4.           | Nasard      | 2 ⁄3′ |
| 5.           | Mixtur III0 | 2′    |

| II. Manual C– |                 |    |
| 6.            | Copula          | 8′ |
| 7.            | Harfpfeife      | 8′ |
| 8.            | Flöte           | 4′ |
| 9.            | Rauschpfeife II |    |

| Pedalwerk C– |           |     |
| 10.          | Subbass   | 16′ |
| 11.          | Offenbass | 08′ |

## Glocken
Im Kirchturm hängen drei Glocken; die älteste wurde 1774 von Martin Feltl gegossen. Ursprünglich gehörten noch zwei größere ebenfalls von Feltl im Jahr 1757 in Graz gegossene Glocken zum Geläut. Martin Feltls Sohn Franz Salesius goss 1814 möglicherweise wegen einer Beschädigung eine ältere, schwere Glocke um. Eine kleine Versehglocke, die geläutet wurde, wenn der Pfarrer zur Krankensalbung eines Sterbenden, dem sogenannten Versehgang aufbrach, aus dem Jahr 1845 war ein Werk Johann Feltls. Am 6. Februar 1917 mussten die zwei größten Glocken zu Kriegszwecken abgenommen werden, denen am 12. September desselben Jahres auch die drittgrößte Glocke folgte. Verschont blieb nur die 1774 gegossene Glocke. Am 19. März 1920 wurde ein kleines Stahlgeläut aufgezogen, das 1967 ersetzt wurde.
Das aktuelle Geläut umfasst folgende drei Glocken:
| Nr. | Gussjahr | Gießer, Gussort      | Durchmesser (cm, ca.) | Masse (kg, ca.) | Schlagton (HT-1⁄16) | Glockenzier                                                                                                  |
| --- | -------- | -------------------- | --------------------- | --------------- | ------------------- | --- |
| 1   | 1774     | Martin Feltl, Graz   | 77,7                  | 280             |                     | Jahreszahl 1774                                                                                              |
| 2   | 1967     | Josef Pfundner, Wien | 44,7                  |                 |                     | Inschrift „ZUM 80. GEBURTSTAG + DIE DANKBAREN KINDER + SCHWIEGERKINDER UND ENKEL + WALDSTEIN 1. JUNI + 1967“ |
| 3   | 1967     | Josef Pfundner, Wien | 34,7                  |                 |                     | – |

## Pfarre
Der Pfarrsprengel der Pfarre Übelbach entstand vermutlich bereits im 11. Jahrhundert und unterstand der Mutterpfarre Gratwein. Gegen Ende des 13. Jahrhunderts werden erstmals ein Kleriker und ein Leutpriester in Übelbach genannt. Der erste namentlich belegte Pfarrer ist der 1328 genannte Niklas von Übelbach. Ab 1607 war die Pfarre dem Stift Rein unterstellt und gehörte zum Dekanat Rein. Die ältesten Kirchbücher stammen aus dem Jahr 1684. Bis 1989 waren Pfarrer des Stiftes Rein in Übelbach tätig, seither werden die Priester von der Diözese Graz-Seckau gestellt. Nach der Auflösung des Dekanats Rein im Jahr 2018 im Rahmen einer Strukturreform gehört die Pfarre seit dem 1. September 2020 zum Seelsorgeraum GU-Nord der Region Steiermark Mitte. Jedes Jahr findet am Laurentiussonntag (um den 10. August) ein Hochfest mit daran anschließendem Pfarrfest statt.
Der Umfang des Pfarrgebietes deckt sich mit den Gemeindegrenzen von Übelbach. Der Sprengel umfasst neben der namensgebenden Ortschaft Übelbach die Ortschaften Guggenbach, Kleintal und Neuhof. Zur Pfarre gehören neben der Pfarrkirche auch die erstmals 1460 genannte Marktkirche im Alten Markt, die 1958 erbaute Kirche Maria von der Hl. Familie in Neuhof sowie die 1711 geweihte Wallfahrtskirche Maria Schnee auf der Gleinalm am Gleinalmsattel. Diese drei Sakralbauten sind dem Namen nach Kirchen, kirchenrechtlich aber Messkapellen und Kapellen.
Die Pfarre Übelbach gehört zu einem Pfarrverband, dem auch die Pfarre Deutschfeistritz angehört.